# Rohipnol
Rohipnol (flunitrazepam) je sintetička droga.
Flunitrazepam je vrsta psihotropne tvari. Uvršten je u Hrvatskoj na temelju Zakona o suzbijanju zlouporabe droga na Popis droga, psihotropnih tvari i biljaka iz kojih se može dobiti droga te tvari koje se mogu uporabiti za izradu droga, pod Popis droga i biljaka iz kojih se može dobiti droga, pod 2. Popis psihotropnih tvari i biljaka, Odjeljak 3 - Psihotropne tvari sukladno Popisu 3. Konvencije UN-a o psihotropnim tvarima iz 1971. godine.

## Kemijski sastav
On je benzodiazepin (kemijski je sličan sedativno hipnotičkim drogama poput Valiuma ili Xanaxa). Kemijsko ime je 5-(o-fluorfenil)-1,3-dihidro-1-metil-7-nitro-2H-1,4-benzodiazepin-2-on.

## Zloporaba
Na popularnosti ranih 1990-tih u SAD-u. GHB i rohipnol dostupni su u bezmirisnim, bezbojnim i bezukusnim oblicima koji se često kombiniraju s alkoholom i ostalim pićima. Zloporabi ga se kao za počinjenje seksualnih napada (poznat i pod imenima droga za silovanje) zahvaljujući sposobnostima da žrtve onesposobi. Time se osigurava da se žrtva ne odupire seksualnom napadu. Rohipnol se uobičajeno konzumira oralno u obliku tableta.

## Utjecaj na mozak
Može izazvati anterogradnu amneziju u kojoj se pojedinci ne moraju sjećati događaja koje su iskusili za vrijeme dok su bili pod utjecajem.

## Stvaranje ovisnosti
Kao i u slučaju drugi benzodiazepina česta upotreba rohipnola može dovesti do tolerancije i fizičke ovisnosti.

## Ostale posljedice na zdravlje
Nesigurnosti povezane uz izvor droge, kemikalije i moguća onečišćenja do kojih dolazi tijekom same proizvodnje otežavaju odrediti toksičnost i popratne medicinske posljedice. Rohipnol može biti smrtonosan ako se kombinira s alkoholom i drugim depresorima središnjeg živčanog sustava.

## Vanjske poveznice
- (nje.) Drugcom.de Rohypnol